# Közfillér
Közfillér: az 1495-ös wormsi birodalmi gyűlés által, I. Miksa császár javaslatára bevezetett birodalmi adó, melyből a császár a franciák elleni itáliai háború, és a török háborúk, valamint a Német-római Császárság intézményi reformjainak költségeit szándékozta fizetni. Előzménye az ún.huszita fillér, melyet a XV. században vezettek be a huszita háborúk költségeinek fedezésére.

## A Miksa-féle reformok
I. Miksa, aki burgundi tartományai révén jól ismerte a modern francia közigazgatást, kísérletet tett a központosításra a Német-római Császárságban is. Ezek voltak a „Miksa-féle reformok”, melyeket az 1495-ös wormsi gyűlésen keresztül igyekezett megvalósítani. E gyűlés négy fontosabb határozatot fogadott el:
- Határozat az örök tartományi békéről – (Ewiger Landfriede), s ebben a Fehde (kb. szervezett bosszú) tilalmáról.
- Határozat a béke garantálására – ennek keretében a jogviták békés rendezésére létrehozták a birodalmi kamarai bíróságot (Reichskammergericht)
- Határozat a béke és jog birtoklásáról (Handhabung Friedens und Rechts)- ennek köszönhetően rendi hozzájárulást lett szükséges a háború indításhoz és szövetségek kötéséhez, melyet az évenként összehívandó rendi gyűlésnek kellett volna megadnia
- Határozat az ezek forrásául szolgáló új adó (Gemeiner Pfenning) bevezetéséről

A császár a reformokhoz szükséges pénzeszközöket remélte megteremteni egy új, 15 évre szóló adó bevezetésével. Azonban a rendi ellenállás erősségét mutatta, hogy a négy évre megajánlott vagyonadót a papságnak kellett beszednie, és kezelésére sem közvetlenül a király, hanem a birodalmi kincstárnokok voltak feljogosítva. Az adó ötvözte a fejadó, a jövedelemadó és a vagyonadó elemeit. 1505-ben eltörölték.
Egyéb néven is ismert: birodalmi fillér/ Gemeiner Pfenning/ Reichspfenning/ Pfenning commune/Pfenning imperiale.